# دار الضرب

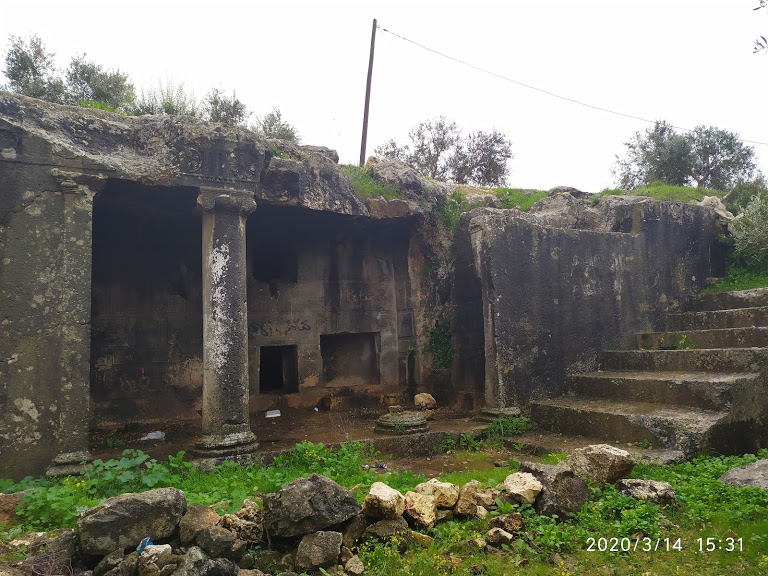

دار الضرب هي معلم أثري فلسطيني في بلدة قراوة بني حسان في محافظة سلفيت شمال غرب الضفة الغربية. تقع على بُعد نحو نصف ميل جنوب شرق مركز البلدة، وتُوصف بأنها
«واحد من أرقى الآثار القبرية في البلاد». تبلغ مساحتها ما يقارب أربع دونمات، وترتفع عن سطح البحر حوالي 375 مترًا.

## التسمية
يسمى الموقع بأسماء مختلفة، منها دار الضرب «دار صك العملة» أي مكان صك النقود، والخرائط البريطانية تسميها (Dar ed-Darb) أي دار الدرب بمعنى الطريق، كما يطلق عليها البعض البتراء الصغيرة أو بتراء سلفيت.

## التاريخ
في عام 1873 عندما تمت زيارته بواسطة أحد المستشرقين، وصف المكان بأنه يحتوي على ثلاث غرف. كان للرواق كورنيش دوري بطول 50 قدمًا في المقدمة، وكان مدعومًا بعمودين أيونيين وعمودين. تم قطع 15 مثلثًا و 14 وردة، حيث كانت كل الورديات ذات تصميمات مختلفة. بدا الأمر كما لو أن العمل لم ينته تمامًا، حيث لم يتم نحت كل الجوتا. وقد نحتت جدران الرواق لتشبه أعمال البناء غير المنتظمة.

يشبه الهيكل إلى حد كبير بعض مقابر القدس، والتي يعود تاريخها إلى القرن الأول الميلادي.

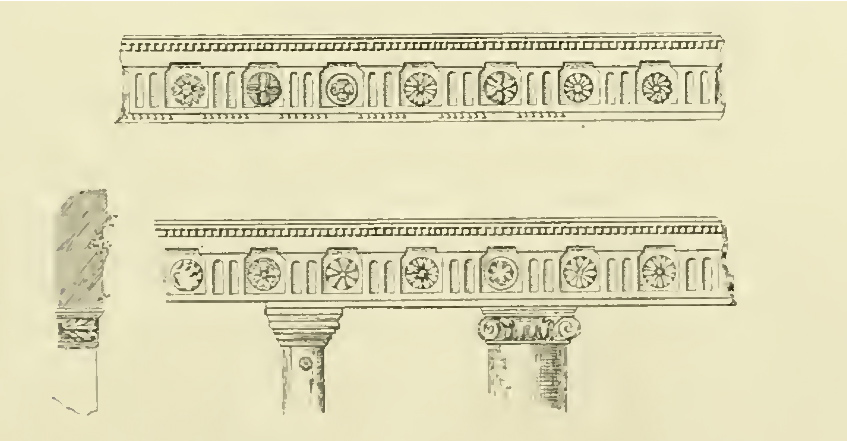
واجهة دير الضرب 1873

وفق وزارة السياحة والآثار الفلسطينية، فإن الموقع أكتشف أثناء مسح غرب فلسطين، ويعتقد أنه يعود للفترة الرومانية، والأعمدة والزخارف والرسومات الأثرية المنحوتة بدقة في الصخر حتى اليوم، تعتبر شاهداً على هذه الحقبة الزمنية. كنا أنه وفقًا للمُسوحات الأثرية، فإنه عبارة عن مقبرة كبيرة مقطوعة في الصخر لأحد الشخصيات الحاكمة المهمة، ارتبط مع المواقع المجاورة من الساحات والأحواش والتي استخدمت لأغراض الدفن أيضًا، خاصة في الفترتين الهلنستية والرومانية.